# Liste des partis politiques en Irlande
Beaucoup de partis irlandais sont historiquement apparentés : voir la généalogie présente dans Sinn Féin.

## Partis actuels
Partis représentés au parlement (Oireachtas, composé du Dáil Éireann et du Seanad Éireann) :
| Parti | Parti                                | Chef                             | Députés | Sénateurs | Positionnement | Affiliation européenne |
| ----- | ------------------------------------ | -------------------------------- | ------- | --------- | -------------- | ---------------------- |
|       | Fianna Fáil                          | Micheál Martin                   | 37      | 20        | Centre droit   | ALDE                   |
|       | Sinn Féin                            | Mary Lou McDonald                | 37      | 4         | Gauche         | GUE/NGL                |
|       | Fine Gael                            | Leo Varadkar                     | 35      | 15        | Centre droit   | PPE                    |
|       | Parti vert                           | Eamon Ryan                       | 12      | 4         | Écologisme     | Verts/EFA              |
|       | Parti travailliste                   | Alan Kelly                       | 6       | 5         | Centre gauche  | PSE                    |
|       | Sociaux-démocrates                   | Catherine Murphy Róisín Shortall | 6       | 0         | Gauche         | -                      |
|       | Solidarité-Le Peuple avant le profit | Collectif                        | 5       | 0         | Gauche         | GUE/NGL                |
|       | Aontú                                | Peadar Tóibin                    | 1       | 0         | Syncrétique    | -                      |
|       | Right to Change                      | Joan Collins                     | 1       | 0         | Gauche         | -                      |
|       | Alliance pour la dignité humaine     | Rónán Mullen                     | 0       | 1         | Droite         | ECPM                   |

Autres partis :
- Éirígí
- Parti communiste d'Irlande, également présent en Irlande du Nord.
- Parti des travailleurs d'Irlande, également présent en Irlande du Nord.
- Republican Sinn Féin, scission de 1986 du Sinn Féin, groupe interdit également présent en Irlande du Nord, lié à la Continuity Irish Republican Army.

## Anciens partis
- Ailtirí na hAiséirghe (1942-1958)
- Alliance anti-austérité (2014-2015)
- Association pour l'abrogation (1830-1848)
- Clann na Poblachta (1946-1965)
- Clann na Talmhan (1939-1965)
- Cumann na nGaedhael (1900-1905), ancêtre du Sinn Féin
- Cumann na nGaedhael (1923-1933), ancêtre du Fine Gael
- Démocrates progressistes (1985-2009)
- Irish Parliamentary Party (1882-1922)
- National Centre Party (1932-1933)
- Parti patriotique irlandais : groupes du XVIIIe siècle.
- Parti socialiste d'Irlande (1904)
- Parti socialiste républicain irlandais (1896-1904)
- Republican Congress, scission de gauche de l'IRA de 1934.
- Sinn Féin (1905-1970), scission en 1970 entre Official Sinn Féin (devenu en 1982 Parti des travailleurs d'Irlande) et Provisional Sinn Féin.